# 日本成年後見法学会
一般社団法人日本成年後見法学会（にほんせいねんこうけんほうがっかい、Japan Adult Guardianship Law Association）は、成年後見制度の普及、研究のため、民法学者、弁護士、公益社団法人成年後見センター・リーガルサポート、社会福祉士等、成年後見研究者および実務家により設立された学会である。学術大会やシンポジウム等を開催している。
理事長は、中央大学教授・新井誠。
役員は、弁護士、司法書士、社会福祉士、税理士、公証人、法学者（大学教授）等、成年後見の法と現場に関わる職業人から構成されている。